# Saint-Alban-du-Rhône
Saint-Alban-du-Rhône este o comună în departamentul Isère din sud-estul Franței. În 2009 avea o populație de 879 de locuitori.

## Evoluția populației
| An        | 1975 | 1982 | 1990 | 1999 | 2006 | 2009 |
| --------- | ---- | ---- | ---- | ---- | ---- | ---- |
| Populație | 366  | 490  | 672  | 840  | 849  | 879  |